# Climat du Cantal
Le Cantal est divisé en trois zones climatiques, avec des transitions plus ou moins franches entre ces zones : l’ouest subocéanique, le centre montagneux, subocéanique froid et l'est, subcontinental frais.

## L'ouest bocager
L’ouest est exposé aux perturbations d’origine atlantique qui se réactivent au contact des collines et bas plateaux de Châtaigneraie et Xaintrie. La pluviométrie est marquée : moyennes de 117 cm/an à Maurs, 140 cm à Saint-Saury, 131 cm à Pleaux, 121 cm à Mauriac. 
Le fait qu’Aurillac soit dans les bulletins télévisés la seule station météo située en altitude a contribué à la réputation de froideur du Cantal. Or, à altitude et latitude équivalentes, le département n’est pas plus froid que d’autres. Le Pays de Maurs, vers 300 mètres d’altitude, est même particulièrement doux et thermiquement plus proche du bassin aquitain que du Massif central : moyennes de + 3° en janvier et + 19° en juillet. Par rapport au reste du département, plus élevé, les températures à Aurillac (600 m) sont encore clémentes : + 2° en janvier à + 17° en juillet. 
La neige est fréquente en hiver mais rarement tenace au sol au-delà de quelques jours. 
Sauf dans quelques vallées encaissées ou à proximité de lacs de barrage, brouillards et brumes matinales sont assez rares et favorisent un bon ensoleillement (moyenne de 2080 heures / an à Aurillac). 
Le paysage, bocager ou forestier (chênes, hêtres, châtaigniers), retrouve la verdure à partir d’avril-mai et généralement la conserve durant l’été (d’où son surnom de « pays vert »).

## Le centre montagneux
Les monts du Cantal, au cœur du département, ainsi que les hauts plateaux du Cézallier (au nord) et de l’Aubrac (au sud), sont comme l’ouest très exposés aux perturbations atlantiques. En raison de leur position occidentale avancée et de leur altitude supérieure, les monts du Cantal sont les plus arrosés (moyennes de 162 cm/an à Salers, 178 cm à Vic-sur-Cère, 226 cm au Lioran et probablement 250 cm près du Puy Mary : maximum pluviométrique français). Ils protègent sensiblement le Cézallier par flux de Sud-Ouest (« seulement » 126 cm/an à Marcenat) ainsi que l’Aubrac par flux de Nord-Ouest (130 cm / an à Saint-Urcize). 
Les températures moyennes vers 1200 m vont de -1° en janvier à + 13° en juillet. Vers 	1800 m : -4° à + 9° (des gelées peuvent se produire la nuit en été).
En lien avec l’abondance des précipitations, l’enneigement croît rapidement avec l’altitude :
- environ un mois par an de neige au sol vers 800 mètres
- 3 mois vers 1200 m (répartis entre novembre et avril avec d’importantes fluctuations dues aux redoux océaniques)
- jusqu’à 6 mois près des plus hauts sommets (La combinaison du vent d’ouest et du rayonnement solaire fait que les versants nord-est sont les mieux enneigés avec des névés jusqu’en juin-juillet, voire août comme en 1996 et 2006).

L’image de « montagne à vaches » du Cantal peut masquer une réalité hivernale particulièrement rude : l’alternance gel-dégel due au caractère océanique est plus éprouvante pour la végétation qu’un froid constant (ainsi la limite haute de la forêt –hêtres, sapins-  se situe vers 1500 m au lieu de 2000 mètres dans les Alpes). Les crêtes et les plateaux sont intensément verglacés. En outre le risque d’avalanches ne doit pas être minimisé : certaines ont dévasté des forêts sur plusieurs centaines de mètres (Puy Violent et Puy Mary, 2006, en versant nord – Chapeloune, 1996, en versant sud).  
Les hauts pâturages reverdissent en mai-juin.
Ces dernières années (2003-2006) l’Aubrac, plus méridional, a connu une série inédite de sécheresses qui préfigure peut-être le changement climatique.

## L'est des plateaux
Après s’être déchargées sur les reliefs situés plus à l'ouest, les perturbations sont affaiblies (effet de Foehn) et, malgré de nombreux orages de mai à septembre, les cumuls pluviométriques chutent : moyennes de 94 cm/an à Allanche, 88 cm à Chaudes-Aigues, 78 cm à Saint-Flour, 60 cm à Massiac (un des sites les plus secs de France). En Margeride, le site de Lastic, par la conjonction d’expositions favorables, constitue une enclave humide avec 120 cm.
L’altitude moyenne élevée (900 m) explique les températures plutôt basses : à Saint-Flour, elles vont de 0° en janvier à + 15° en juillet. Massiac, à 550 m en vallée, fait exception : moyennes de + 1° en janvier et + 18° en juillet.  
Le flux de nord, bien plus sensible qu’à l’ouest du Cantal, accentue le froid hivernal avec du vent (« écir ») sur les plateaux et des brumes et brouillards tenaces.  
La neige est plus fréquente qu’abondante (froid généralement sec), mais peut tenir au sol plusieurs semaines de suite, voire plusieurs mois sur les monts de la Margeride situés à la limite de la Haute-Loire et climatiquement plus proches de ce département que des autres montagnes cantaliennes.
Après un épisode de verdure en fin de printemps, le paysage s'assèche au cours de l’été. Le pin sylvestre, assez rare dans le reste du département, est l’arbre dominant de l’est cantalien car il résiste bien à la sécheresse (relative). Mais on trouve aussi des chênes (en vallées), des hêtres (en versants nord et Margeride) et des sapins (Margeride).

### Source
La météo de la France (J.Kessler / R.Chambraud)